# Panorpa arcuata
Panorpa arcuata is een insect uit de orde van de schorpioenvliegen (Mecoptera), familie van de schorpioenvliegen (Panorpidae). De wetenschappelijke naam van de soort is voor het eerst geldig gepubliceerd door Navás in 1912.
De soort komt voor in het uiterste oosten van Rusland.